# Chesapeake and Ohio Railway

Carte du système C&O, en 1873.

Le Chesapeake and Ohio Railway (sigle AAR: C&O, CO) était une compagnie de chemin de fer américaine de classe I fondée en 1869 à la suite du regroupement de plusieurs petites compagnies de Virginie. Dirigé par l'industriel Collis P Huntington, il relia Richmond, capitale de la Virginie, à Huntington (nouveau village baptisé du nom de son président) sur le fleuve Ohio en 1873.
L'exploitation des réserves de charbon de la Virginie Occidentale obligea le C&O à construire une nouvelle ligne appelée Peninsula Extension afin d'atteindre des quais de transbordement sur le port d'Hampton Roads, et d'aboutir à la création de la ville de Newport News. Les revenus engendrés par le charbon conduisirent à la mise en place d'une ligne ferroviaire vers le Midwest, qui finit par relier Columbus, Cincinnati et Toledo (Ohio) et Chicago (Illinois).
Au début des années 1960, le C&O avait son quartier général à Cleveland. En 1972, sous la direction de Cyrus Eaton, il fit partie du Chessie System, avec le Baltimore and Ohio Railroad et le Western Maryland Railway. Le Chessie System fut ensuite combiné avec le Family Lines System, regroupant entre autres le Seaboard Coast Line Railroad et le Louisville and Nasville Railroad, afin de constituer la majeure partie de CSX Transportation dans les années 1980. CSX racheta ensuite 42 % de Conrail en 1998.
Le service voyageur du C&O s'arrêta en 1971 avec la création d'Amtrak. De nos jours, le Cardinal, train de voyageurs de l'Amtrak, continue de suivre la spectaculaire route historique du C&O à travers la New River Gorge, une des portions montagneuses les plus accidentées de la Virginie-Occidentale. Les voies de l'ancien C&O sont toujours utilisées pour le Transport intermodal, le fret, et le charbon bitumineux, soit vers Hampton Roads à l'est, soit vers les Grands Lacs à l'ouest.
Au début du XXIe siècle, CSXT compte parmi les 500 plus grosses entreprises des États-Unis, et est l'une des 7 compagnies de classe I en opération en Amérique du Nord.

## Origines et traversée des Blue Ridge Mountains
Les origines du C&O remontaient d'une part au James River & Kanawha Canal Company créé en 1785 en Virginie, et d'autre part au Louisa Railroad du Comté de Louisa, fondé en 1836 en Virginie. Le premier train circula le 20 décembre 1837. En 1850, le Louisa Railroad fut construit entre Richmond à l'est et Charlottesville à l'ouest, et pour être en accord avec sa vision expansionniste, il fut rebaptisé Virginia Central Railroad.
L'État de Virginie, toujours enthousiaste pour apporter son aide, possédait non seulement une partie des actions du Virginia Central, mais créa et finança le Blue Ridge Railroad pour accomplir la difficile et coûteuse traversée des Blue Ridge Mountains, constituant la première barrière montagneuse à l'ouest. Sous le commandement de Claudius Crozet, ingénieur en génie civil, le Blue Ridge RR traversa les montagnes grâce à 4 tunnels dont le Blue Ridge Tunnel situé au sommet de la passe et mesurant 1300 m, ce qui en faisait un des tunnels les plus longs au monde.
Dans le même temps, le Virginia Central construisait vers l'ouest à partir du versant ouest des Blue Ridge Mountains, traversant le Shenandoah Valley (faisant partie du Great Appalachian Valley) et le Great North Mountain, pour finalement atteindre en 1856, Jackson's River Station (appelé plus tard Clifton Forge), situé au pied des Alleghany Mountains (orthographié avec un « a » en Virginie).
Pour terminer sa ligne à travers l'Alleghany Plateau (surnommé « Transmountaine »), l'État créa en 1853 une autre compagnie : le Covington & Ohio Railroad. Cette compagnie aménagea une importante rampe et réalisa de nombreux tunnels dans les Alleghany Mountains. Elle bâtit aussi un bon réseau autour de Charleston sur le Kanawha River. Puis l'expansion vers l'ouest fut stoppée par la Guerre civile américaine.

## Prédécesseurs du C&O durant la guerre civile
Durant la guerre civile, le Virginia Central Railroad fut l'une des lignes les plus importantes pour les Confédérés, acheminant les vivres de la région de Shenandoah à Richmond, transportant les troupes et le matériel vers l'avant ou l'arrière au gré des diverses campagnes. Il avait une importante connexion avec l'Orange & Alexandria Railroad à Gordonsville, Virginie. À plus d'une occasion le Virginia Central fut utilisé pour des opérations tactiques, transportant des troupes directement sur le champ de bataille. Mais il fut une cible de choix pour l'Armée des États confédérés, si bien qu'à la fin de la guerre, il n'avait plus que 8 km de voies en exploitation.

## Collis P. Huntington et la liaison Virginie / Ohio
Après la guerre, le Virginia Central présidé par Williams Carter Wickham, réalisa qu'il devait lever des capitaux pour reconstruire le sud dévasté. La tentative d'attirer des fonds britanniques ayant échoué, il réussit à attirer l'attention du financier New Yorkais Collis P. Huntington. Huntington était un des "Big Four" impliqué dans la construction de la portion du Central Pacific Railroad afin de réaliser le premier chemin de fer transcontinental avec l'Union Pacific Railroad. Comme cette ligne était sur le point de s'achever, Huntington imagina un vrai transcontinental reliant les deux océans et dont le Virginia Central serait la partie est de ce réseau. Huntington apporta l'argent nécessaire pour compléter la ligne jusqu'à l'Ohio River, en traversant le nouvel État de Virginie-Occidentale. La propriété du Covington & Ohio fut transférée au Virginia Central Railroad, avec comme nouvelle mission, celle de relier les côtes de Virginie aux "Western Waters". C'était le vieux rêve de la grande connexion. Dans ce but, le 1er juillet 1867, la compagnie compléta 15 km de ligne de Jackson's River Station à Covington.
En 1869, le C&O fut créé par la réunion du Virginia Central (dont les origines remontaient au Louisa Road de 1836) et du Covington & Ohio railway créé en 1853. En 1869, le C&O traversa les Alleghany Mountains, construisant plus de tunnels et d'ouvrages d'art que ceux déjà réalisés avant guerre par le Covington & Ohio, et arriva à la ville thermale de White Sulphur Springs, dans le comté de Greenbrier en Virginie-Occidentale. Là des correspondances avaient lieu soit par diligence vers Charleston soit par voie navigable sur le Kanawha River puis sur tout le réseau fluvial de l'Ohio et du Mississippi.
Durant les années 1869-1873, le dur labeur de construction à travers l'État de Virginie-Occidentale fut réalisé par de grosses équipes de travail réparties aux deux extrémités : d'un côté la nouvelle ville d'Huntington sur l'Ohio River et de l'autre White Sulphur Springs. La rencontre eut lieu à Hawk's Nest, Virginie-Occidentale dans le New River Valley, le 28 janvier 1873. Le coût de cette expansion vers l'ouest atteignit la somme de 23 394 263,69$ (représentant plus de 414 milliards de dollars en 2010).
William N. Page, un ingénieur en génie civil de l'Université de Virginia, dirigea la localisation et la construction du New River Canyon Bridge durant les années 1871 et 1872, ainsi que du Mill Creek Canyon bridge en 1874. En 1875 et 1876, il mena le groupe chargé de cartographier une route à double voies pour relier Hampton Roads et l'Ohio River via le New River et Kanawha Valleys en Virginie-Occidentale. Comme beaucoup d'hommes venus en Virginie-Occidentale avec le chemin de fer, Page était frappé par la beauté de la région et par le potentiel des réserves naturelles. Il fut considéré comme l'un des hommes les plus énergiques et les plus fructueux dans le développement des champs de charbons bitumineux de Virginie-Occidentale à la fin du XIXe siècle et au XXe siècle.
Collis P. Huntington qui projetait de connecter le C&O à ses holdings du Middle West et de l'ouest, avait tant d'autres chemins de fer en construction à financer, qu'il stoppa le C&O sur les bords de la rivière Ohio. Mais comme l'exploitation des ressources minières n'était pas encore optimale, le C&O souffrit au moment de la Dépression de 1873, et fut placé en redressement judiciaire en 1878. Il fut alors réorganisé sous le nom de Chesapeake and Ohio Railway.

## Développement du charbon de Virginie-Occidentale et quais de Newport News

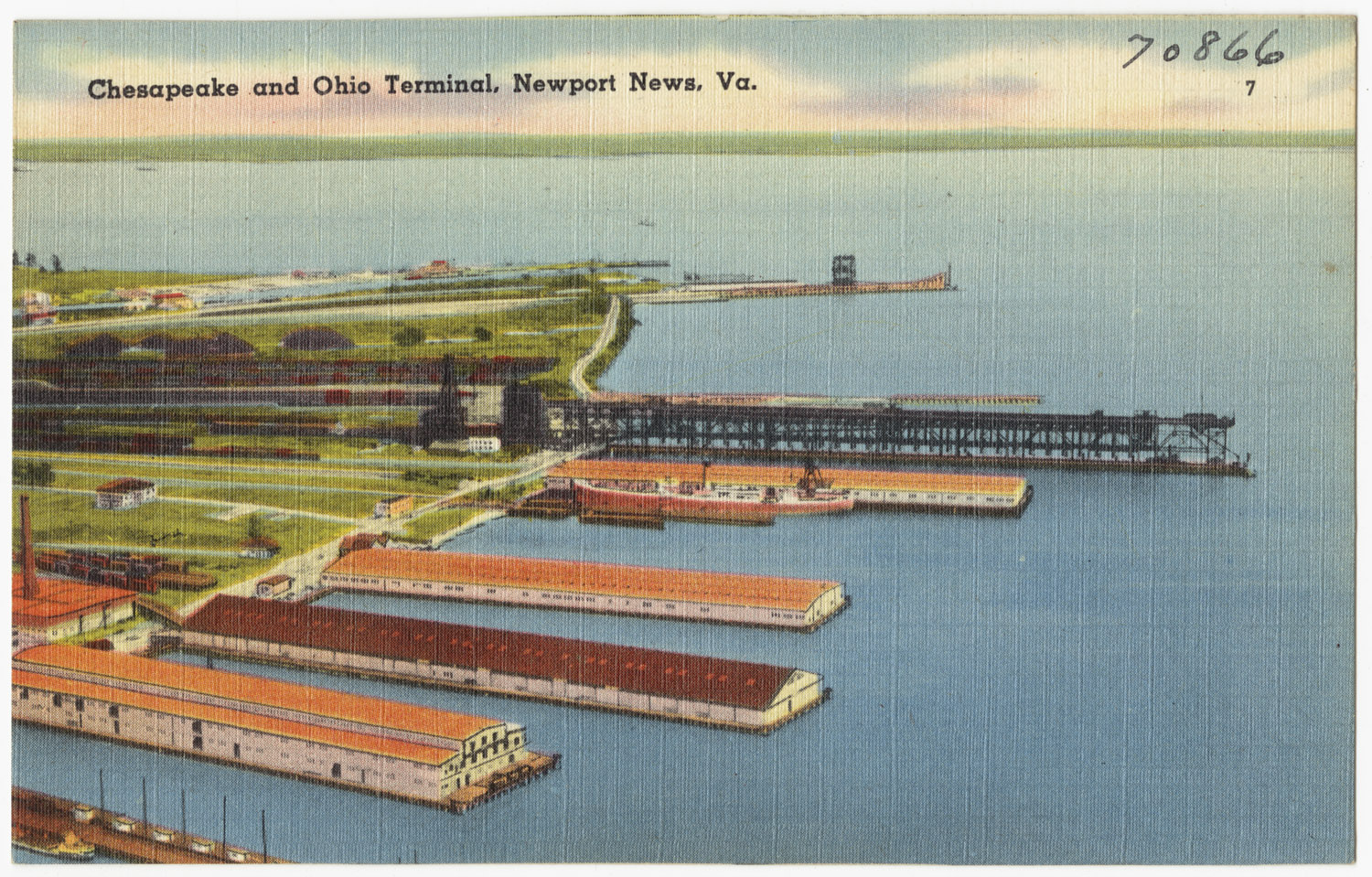
Quai du C&O à Newport News, environ 1930-1945

Rapidement après la fin de la guerre civile, Collis P. Huntington et ses associés achetèrent du terrain dans le comté de Warwick (Virginie). Pendant 10 ans de 1878 à 1888, le charbon du C&O commença à être exploité et acheminé vers l'est. En 1881, la ligne Richmond / Hampton Roads fut achevée; elle passait par le nouveau Church Hill Tunnel, descendait le long de la péninsule de la Virginie et traversait Williamsburg pour atteindre les quais à charbons du port de Hampton Roads, qui était le plus grand port de la côte est à ne jamais être pris par les glaces.
Ainsi le transport du charbon constitua le commerce de base du C&O: cette matière combustible était d'abord transportée du sud de la Virginie Occidentale vers la nouvelle ville portuaire de Newport News, pour être ensuite chargée dans des cargos minéraliers en partance pour le nord-est du pays.

## Prise de contrôle par Morgan et Vanderbilt
En 1888 Huntington perdit le contrôle du C&O lors d'une réorganisation sans saisie, au profit de J.P. Morgan et de William K. Vanderbilt. À cette époque antérieure à la loi anti-trust de Sherman, beaucoup de petites compagnies qui semblaient être en compétitions les unes avec les autres, étaient en fait sous un contrôle commun. Même les plus grands leaders tels le Pennsylvania Railroad (PRR) et le New York Central Railroad (NYC), ostensiblement rivaux, avaient adopté secrètement un pacte de "communauté d'intérêts".
Morgan et Vanderbilt avaient nommé comme président Melville E. Ingalls. Ingalls était en même temps président du Cleveland, Cincinnati, Chicago & St. Louis Railroad (The "Big Four System") également contrôlé par Vanderbild. Ingalls qui conserva cette double présidence pendant 10 ans, nomma comme directeur général du C&O George W. Stevens.

## Le C&O et sa ligne le long du James River à travers la Virginie
En 1889 le Richmond & Allegheny Railroad company, qui avait construit ses voies sur les deux rives du chemins de halage du défunt James River & Kanawha Canal, fut intégré au C&O; cela permit d'avoir une ligne "water level" sans rampe entre Clifton Forge et Richmond, évitant les fortes pentes de la ligne d'origine du Virginia Central dans le North Mountain et le Blue Ridge. Le "James River Line" allait devenir la principale artère de transport du charbon jusqu'à nos jours.
Ingalls et Stevens reconstruisirent complètement le C&O selon les standards modernes avec ballastage des voies, élargissement et doublement des tunnels, construction de ponts en acier, utilisation de rails en aciers plus lourds et commande de locomotives et wagons plus gros.
En 1888, le C&O prolongea le réseau à partir d'Huntington (Virginie-Occidentale) en longeant la rive sud de l'Ohio dans le Kentucky, pour traverser le fleuve à Cincinnati et se connecter avec les "Big Four" et d'autres chemins de fer de la région du Midwest.

## Chicago et le transports sur les grands lacs
De 1900 à 1920, la plupart des lignes du C&O exploitant les riches bassins de charbon bitumineux du sud de la Virginie-Occidentale et de l'est du Kentucky furent construites. Quant à l'ensemble du réseau il avait pour l'essentiel sa forme définitive.
À cette période, Page fit à nouveau parler de lui. En effet, tandis que le C&O et le Norfolk and Western Railway (N&W) exploitaient des mines de charbon en Virginie-Occidentale pour l'acheminer au port de Hampton Roads à Norfolk, Page au début du XXe siècle sollicita Henry Huttleston Rogers, financier richissime et gros actionnaire de la Standard Oil (contrôlée par John D. Rockefeller), pour créer un nouveau chemin de fer pour atteindre des réserves inexploitées de charbon bitumineux situées dans la région escarpée du sud de la Virginie-Occidentale entre le New River Valley et la rivière Guyandotte. Ainsi fut créé le performant Virginia Railway le 8 mars 1907.
En 1910 le C&O fusionna le Chicago, Cincinnati & Louisville Railroad dans son réseau. Cela permit au C&O d'accéder au grand centre ferroviaire de Chicago.
En 1910, il acheta le réseau du Hocking Valley (HV) qui exploitait 560 km dans l'Ohio, incluant une ligne directe entre Columbus et le port de Toledo, ainsi que de nombreux embranchements dans le sud-est de Columbus desservant le Hocking Coal Fields. Mais il n'y avait pas de connexion directe avec la ligne principale du C&O qui acheminait des quantités impressionnantes de charbon. Pour apporter son charbon à Toledo puis sur les Grands Lacs, le C&O contracta avec son rival le Norfolk & Western un accord pour relier Kenova, Virginie-Occidentale à Columbus. Mais le N&W limita ce trafic et l'accord ne fut jamais satisfaisant.
Le C&O gagna l'accès au Hocking Valley en construisant une nouvelle ligne reliant son grand terminal de Russel, Kentucky à Columbus entre 1917 et 1926. Il traversait l'Ohio River à Limeville, Kentucky sur le grand pont de Sciotoville Bridge qui demeure encore aujourd'hui le pont le plus résistant au niveau de sa charge utile. Il est peu connu du fait de sa situation isolée. Avec la connexion à Columbus, le C&O put acheminer en plus grande quantité son charbon de grande qualité pour les machines à vapeur et la métallurgie. Il fusionna en 1930 le Hocking Valley dans son réseau.

## La période Van Sweringen et le Pere Marquette Railroad
Le nouveau grand changement pour le C&O arriva en 1923 quand les frères Van Sweringen (O. P. et M. J. Van Sweringen), grands financiers de Cleveland, prirent le contrôle, permettant ainsi d'élargir leur réseau du Nickel Plate Road (NKP). Finalement, ils contrôlèrent le NKP, le C&O, le Pere Marquette Railroad (Michigan et Ontario), et l'Erie Railroad. Ils dirigeaient ce gigantesque réseau pour l'époque, par une cascade de holdings et une superposition de postes de directeurs. Ce château de cartes s'écroula lors de la Grande Dépression et les compagnies des Van Sweringen disparurent.
Cependant le C&O était un réseau solide. En dépit du fait qu'au début des années 1930, 50 % des chemins de fer furent placés en redressement judiciaire, le C&O non seulement évita la faillite mais il profita du faible coût de la main d'œuvre et des matériaux pour se reconstruire à nouveau. Durant ces temps économiquement très durs, alors que le pays semblait retranché sur lui-même, le C&O perçait de nouveaux tunnels, ajoutait des voies doubles, reconstruisait des ponts, augmentait le poids de ses rails et refaisait le ballast grâce à l'argent généré par le charbon toujours en demande. Il adopta comme logo le fameux chaton endormi.
À cause de son programme de rénovation, le C&O était en première ligne pour acheminer les chargements monumentaux requis durant la Seconde Guerre mondiale. Durant cette guerre il transporta des quantités faramineuses d'hommes et de matériels, puisque les États-Unis utilisèrent le port d'Hampton Roads comme point de départ principal vers le théâtre européen. Le débarquement en Afrique du nord fut chargé ici. Le charbon, en plus d'approvisionner l'U.S. Navy et la marine marchande, était aussi requis en quantité croissante par l'industrie de guerre. Le C&O était pleinement opérationnel avec son chemin de fer puissant, bien organisé, bien entretenu et tracté par les locomotives les plus grosses et les plus modernes.

## L'après guerre et Robert R. Young
À la fin de la guerre, le C&O profita de la grande croissance économique et devint une compagnie d'importance nationale. Robert R.Young profita de l'effondrement de l'empire des Van Sweringen pour prendre le contrôle du C&O en 1942. Durant la décennie qui suivit, il devint « l'aiguillon du rail » en changeant les vieilles méthodes de financement et d'exploitation des chemins de fer, et inaugura des avancées technologiques visionnaires avec des prolongements jusqu'à nos jours. Le nouveau logo "C&O for Progress" incarnait l'idée que le C&O conduirait l'industrie vers un jour nouveau. Il installa un nouveau département de recherche et développement qui imagina un service passagers futuriste et prévoyait pour le service marchandise une plus grande compétitivité vis-à-vis du transport routier. Young finalement quitta son poste, pour devenir président du New York Central avant de se suicider en 1958.
Pendant et après la période Young, le C&O était dirigé par Walter J. Tuohy. Après le départ de Young, il amplifia la mutation sur le thème "For Progress". Le C&O installa le premier gros réseau informatique ferroviaire, développa de meilleurs et plus gros wagons marchandises de tous types, bascula à contrecœur de la traction vapeur au diesel, et diversifia son trafic. Mais cette diversification était déjà en œuvre depuis 1947, lorsque le C&O fusionna le Pere Marquette Railroad (PM), lequel était déjà sous contrôle depuis la période Van Sweringen. Le PM avait un important trafic dans l'industrie automobile, apportant des matériaux et repartant avec des véhicules finis. Le C&O était ainsi protégé des fluctuations du commerce du charbon.

## Chessie Systemet CSX
Dans les années 1950 et 1960 avant les premières grosses fusions modernes, le C&O résultait de l'incorporation d'environ 150 compagnies plus petites. Le C&O était l'un des chemins de fer les plus solides et profitables des États-Unis. 

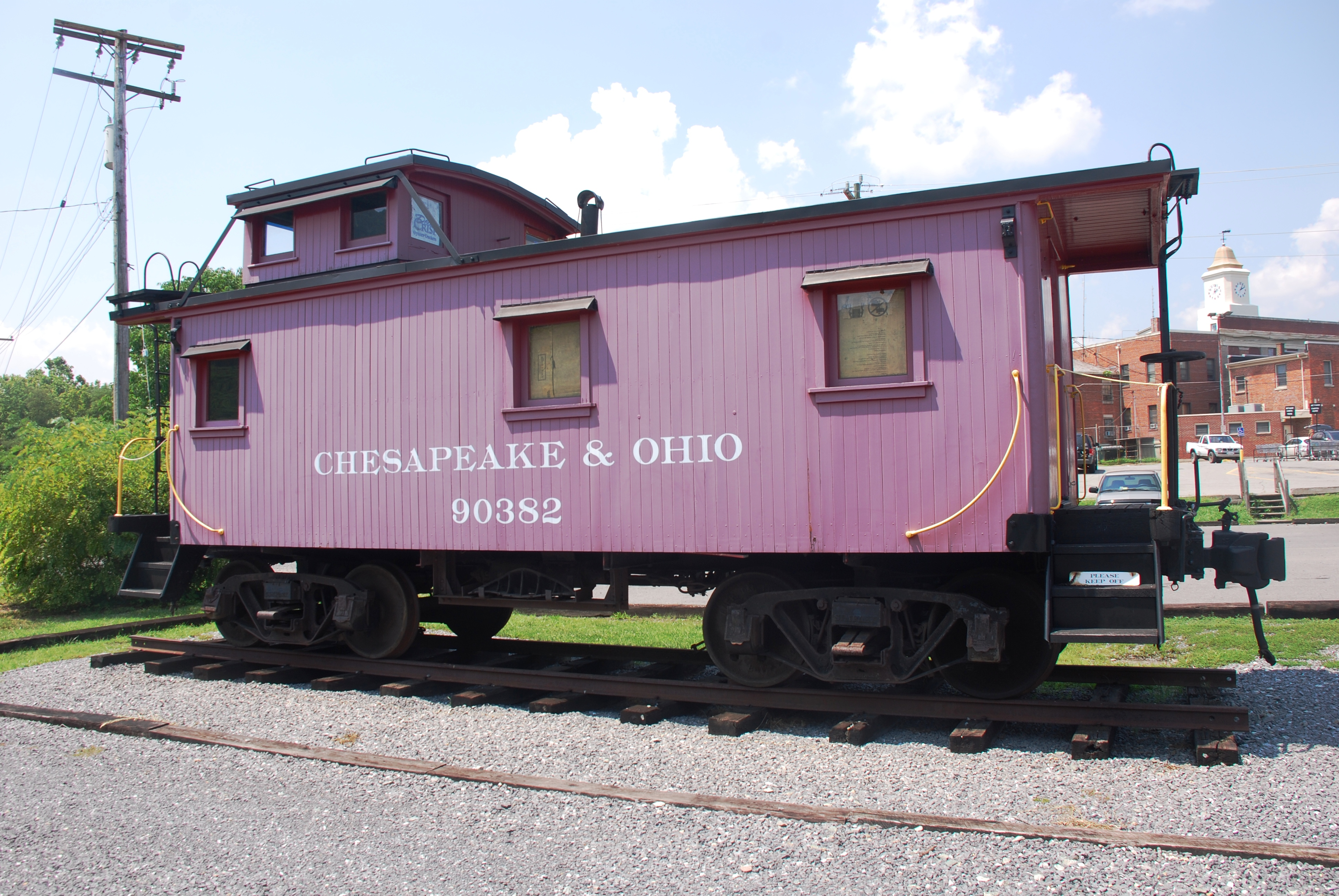
Wagon de queue du C&O

En 1963 sous la direction de Cyrus S. Eaton, débuta la période des fusions modernes avec en premier lieu l'ancêtre Baltimore and Ohio Railroad. Grâce à une intégration graduelle des services, du personnel, du matériel moteur, du parc roulant et des installations, un nouveau réseau plus puissant vit le jour. La livrée adoptée fut le bleu et jaune.
Le 26 février 1973, sous la direction de Hays T. Watkins Jr., le C&O, le B&O et le Western Maryland Railway furent intégrés au Chessie System, du nom du chaton mascotte du C&O depuis 1933. 

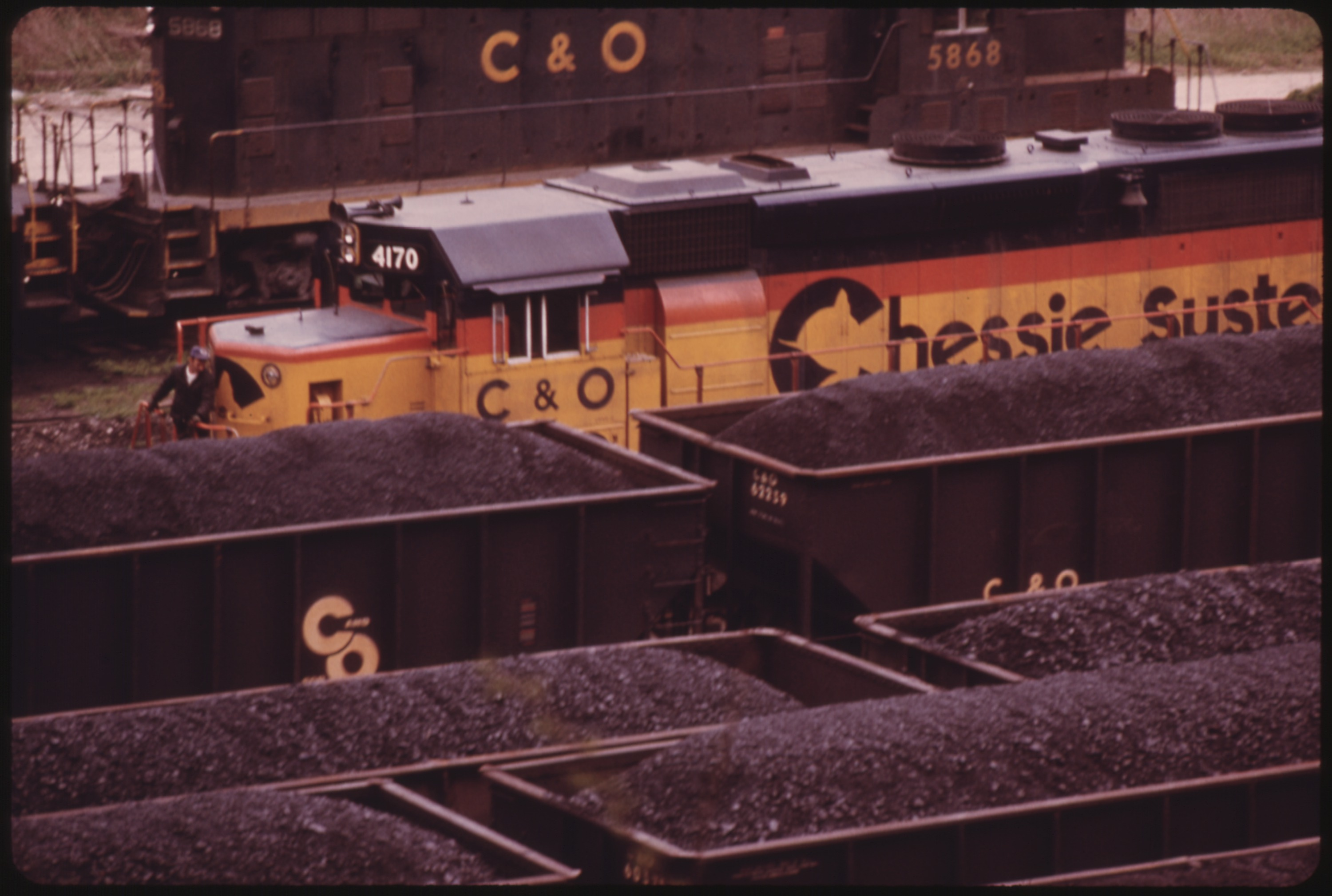
Locomotive C&O des années 1970 avec des wagons de charbon..

Puis Chessie System et SCL Industries (société mère de Seaboard Coast Line), fusionnèrent le 1er novembre 1980 pour former la nouvelle holding CSX Corporation. Au sein de Chessie system, B&O absorba WM le 1er mai 1983. CSX Transportation commença par absorber le 1er juillet 1986 Seaboard System Railroad, qui était une combinaison de grands chemins de fer du sud-est incluant Seaboard Coast Line (fusion de Seaboard Air Line et d'Atlantic Coast Line), Louisville & Nashville Railroad, Clinchfield Railroad, Georgia Railroad, Atlanta & West Point Railroad et Western Railway of Alabama. Le C&O absorba à son tour B&O le 30 avril 1987, devenant ainsi le dernier survivant du Chessie System railroad. Finalement le C&O fut absorbé par le CSX Transportation le 31 août 1987. 
Après l'acquisition de 42 % de Conrail en 1999, correspondant à l'ex NYC, CSX devint un des 4 chemins de fer majeurs de classe I des États-Unis.